# Giovanni Caccia-Piatti
Giovanni Caccia-Piatti, também Giovanni Cacciapiatti (Novara, 8 de março de 1751 – Novara, 15 de setembro de 1833) foi um cardeal da Cúria italiana.

## Carreira Eclesiástica
Caccia-Piatti foi nomeado cardeal diácono pelo Papa Pio VII no consistório de 8 de março de 1816 e recebeu o título de diácono de Santi Cosma e Damiano. De 1823 a 1825 foi eunuco do Sacro Colégio dos Cardeais. O cardeal Caccia-Piatti participou do conclave de 1823 que Leão XII. papa eleito. Ele também esteve envolvido no conclave de 1829 na eleição de Pio VIII. Tornou-se Prefeito da Assinatura Apostólica. No conclave de 1830-1831, no qual Gregório XVI foi feito papa, ele não compareceu.
Ele morreu em Novara e foi enterrado na igreja de Sant'Eufemia lá.

## Link externo
- Giovanni Caccia-Piatti
- catholic-hierarchy.org